# Molekulární proudění
Molekulární proudění je druh proudění, kdy je střední volná dráha molekul větší, než velikost nádoby, ve které se látka nachází. U dutin a nádob o velikosti několika cm nastává takové proudění za tlaků pod řádově 10−1 Pa, jedná se tedy o oblast vysokého, ultravysokého, až extrémně vysokého vakua. Za vyšších tlaků probíhá viskózní proudění. Zda je dané proudění molekulární, lze odhadnout podle hodoty Knudsenova čísla (Kn); pokud je Kn vyšší než 10, jedná se o molekulární proudění, známé také jako Knudsenovo proudění.
Při molekulárním proudění lze tlak zbývajícího plynu považovat za efektivně nulový; teploty varu tak nezávisí na zbytkovém tlaku. Proudění lze považovat za tok jednotlivých částic pohybujících se po přímých drahách. Plyn se nemůže samovolně pohybovat po zakřivených drahách nebo na místa skrytá za překážkami, protože by narazil do stěn nádoby. Nelze tak používat běžná čerpadla, která jsou určena pro viskózní proudění, místo toho se používají sorbční, iontová, a turbomolekulární čerpadla.
Molekulární proudění se vyskytuje například při molekulární destilaci, v zařízeních využívajících ultravysoké vakuum, jako jsou urychlovače částic, a ve vesmíném prostoru.